# Andrés Alberto Rodríguez Almeida
 (avril 2020).
Si vous disposez d'ouvrages ou d'articles de référence ou si vous connaissez des sites web de qualité traitant du thème abordé ici, merci de compléter l'article en donnant les références utiles à sa vérifiabilité et en les liant à la section « Notes et références ».
Andrés Alberto Rodríguez Almeida, né le 22 février 1978, est un homme politique espagnol membre de Vox.

## Biographie
Il est avocat et chef d'entreprise.
Lors des élections générales anticipées du 10 novembre 2019, il est élu au Congrès des députés pour la XIVe législature. Il siège à la place de José María Vázquez Álvarez, qui a refusé de siéger.